# Nataly Caldas
Nataly Rosalia Caldas Calle es una nadadora ecuatoriana de estilo libre en pruebas de fondo y aguas abiertas. Caldas es la nadadora ecuatoriana de aguas abiertas con mejores resultados obtenidos, siendo doble medallista de oro en los Juegos Suramericanos de Playa de 2011 en Manta, en las pruebas de 5 y 10 kilómetros. 

### Fechas importantes
- 2012 
  - Fue tercera en las dos distancias de aguas abiertas del Campeonato Sudamericano de Natación en Belém.
- 2018
  - Llegó a su undécima victoria dentro de las aguas de San Páblo[5] dentro de la categoría de mujeres con un tiempo de 44 minutos y 53 segundos con una distancia recorrida de 3.515m.
- 2019 
  - Participó dentro de la travesía natatoria al Lago San Pablo,[6] esta prueba de aguas abiertas contó con un recorrido de 3550 metros de la cual Nataly obtuvo el segundo puesto al llegar 3 segundos después.